# 上思青冈
上思青冈（学名：Cyclobalanopsis delicatula）为壳斗科青冈属下的一个种。